# Opistophthalmus ugabensis
Espèce
Synonymes
- Opistophthalmus undulatus ugabensis Hewitt, 1934

Opistophthalmus ugabensis est une espèce de scorpions de la famille des Scorpionidae.

## Distribution
Cette espèce est endémique de Namibie, et vit dans les régions d'Erongo et de Kunene.

## Systématique et taxinomie
Cette espèce a été décrite sous le protonyme Opistophthalmus undulatus ugabensis par Hewitt en 1934. Elle est élevée au rang d'espèce par Lamoral en 1979qui dans le même temps place Opistophthalmus luciranus en synonymie.
Opistophthalmus luciranus a été relevée de synonymie par Prendini en 2001.

## Étymologie
Son nom d'espèce, composé de ugab et du suffixe latin -ensis, « qui vit dans, qui habite », lui a été donné en référence au lieu de sa découverte, l'Ugab.

## Publication originale
- Hewitt, 1934 : On several solifuges, scorpions and a trapdoor spider from SouthWest Africa. Annals of the Transvaal Museum, vol. 15, no 3, p. 401–412 (texte intégral).